# Olympische Jugend-Winterspiele 2016/Teilnehmer (Griechenland)
| Gelbes Symbol für Goldmedaillen mit stilisierten Olympischen Ringen | Graues Symbol für Silbermedaillen mit stilisierten Olympischen Ringen | Braundes Symbol für Bronzemedaillen mit stilisierten Olympischen Ringen |
| ------------------------------------------------------------------- | --------------------------------------------------------------------- | ----------------------------------------------------------------------- |
| —                                                                   | —                                                                     | —                                                                       |

Griechenland nahm an den Olympischen Jugend-Winterspielen 2016 in Lillehammer mit drei Athleten in drei Sportarten teil.

## Sportarten

### Biathlon
| Athleten          | Wettbewerb       | Zeit (Schießfehler) | Rang |
| ----------------- | ---------------- | ------------------- | ---- |
| Jungen            |                  |                     |      |
| Nikolaos Mavridis | 7,5 km Sprint    | 26:46,7 min (7)     | 49   |
| Nikolaos Mavridis | 10 km Verfolgung | 42:18,3 min (3)     | 47   |

### Ski Alpin
| Mädchen            |              |             |    |             |     |             |     |
| Anastasia Mantsiou | Super-G      |             |    |             |     | DNF         | DNF |
| Anastasia Mantsiou | Riesenslalom | 1:36,87 min | 38 | 1:32,36 min | 32  | 3:09,23 min | 32  |
| Anastasia Mantsiou | Slalom       | 1:07,30 min | 33 | 1:02,73 min | 28  | 2:10,03 min | 28  |
| Anastasia Mantsiou | Kombination  | 1:29,27 min | 35 | DNF         | DNF | DNF         | DNF |

### Skilanglauf
| Athleten           | Wettbewerb     | Qualifikation | Qualifikation | Viertelfinale | Viertelfinale | Halbfinale         | Halbfinale         | Finale             | Finale             |
| Athleten           | Wettbewerb     | Zeit          | Rang          | Zeit          | Rang          | Zeit               | Rang               | Zeit               | Rang               |
| ------------------ | -------------- | ------------- | ------------- | ------------- | ------------- | ------------------ | ------------------ | ------------------ | ------------------ |
| Jungen             |                |               |               |               |               |                    |                    |                    |                    |
| Nikolaos Tsourekas | Cross          | 3:36,17 min   | 40            |               |               | nicht qualifiziert | nicht qualifiziert | nicht qualifiziert | nicht qualifiziert |
| Nikolaos Tsourekas | 10 km Freistil |               |               |               |               |                    |                    | 27:47,5 min        | 38                 |